# Oxystelma bornouense
Oxystelma bornouense är en oleanderväxtart som beskrevs av Robert Brown. Oxystelma bornouense ingår i släktet Oxystelma och familjen oleanderväxter. Inga underarter finns listade i Catalogue of Life.